# Lukáš Hrádecký
Lukáš Hrádecký (Bratislava, 24 novembre 1989) è un calciatore slovacco naturalizzato finlandese, portiere del Monaco e della nazionale finlandese, della quale è capitano.

## Biografia
Nato in Slovacchia, all'età di un anno si è trasferito in Finlandia perché il padre (pallavolista) ha accettato una proposta da una squadra locale. I suoi fratelli minori Tomáš (1992) e Matej (1995) sono anch'essi calciatori. Ha una relazione con la modella Esther Heesch dalla quale ha avuto una figlia

## Caratteristiche tecniche
È un portiere dotato di una buona tecnica individuale, possiede degli ottimi riflessi che combina con un buon senso della posizione, riesce a tuffarsi sul pallone per merito del suo buon slancio. Molto deciso sugli interventi, pur avvalendosi nella parata con la respinta (che usa pure contro di tiri calciati da fuori area) è abile pure nel bloccare la palla, inoltre è capace di parare anche i penalty.

## Carriera

### Club

#### Giovanili e il passaggio al Brondby
Cresciuto nelle giovanili del TPS, il 10 gennaio 2009 lascia il club per accasarsi all'Esbjerg.
Milita per 4 anni e mezzo nel club danese, affermandosi come titolare a partire dal 2011-2012, venendo poi ceduto al Brøndby il 12 giugno 2013. Il 21 luglio seguente esordisce con il club in occasione del successo per 2-1 contro il Vestsjælland.

#### Eintracht Francoforte
Il 7 agosto 2015 viene acquistato dall'Eintracht Francoforte. Con l'Eintracht si afferma sin da subito come titolare, militandovi per 3 anni e vincendo la Coppa di Germania nel 2017-2018 in finale contro il Bayern Monaco, venendo pure inserito nel migliore 11 della Bundesliga a fine stagione.

#### Bayer Leverkusen
Il 23 maggio 2018 viene ceduto al Bayer Leverkusen. Si afferma come titolare delle aspirine sin da subito, diventando poi capitano. Nella super stagione 2023-2024 con Xabi Alonso in panchina è il portiere titolare e alza tre trofei: vince la Bundesliga, la Dfb Pokal e la Supercoppa di Germaia
Il 7 Maggio 2024 stabilisce un record in Bundesliga superando Yann Sommer e diventando il primo portiere straniero con ben 292 presenze in campionato.

#### Monaco
L'8 agosto 2025 viene acquistato a titolo definitivo dal Monaco, in Ligue 1, per 3 milioni di euro.

### Nazionale
Ha rappresentato le selezioni giovanili finlandesi dall'under-19 all'under-21; era stato convocato per l'europeo under-21 del 2009, salvo poi venire escluso per infortunio.
Il 21 maggio 2010 esordisce in nazionale maggiore nell'amichevole persa 2-0 contro l'Estonia.
Dopo essere stato riserva di Niki Mäenpää, a partire dal 2014 diviene titolare della Finlandia, affermandosi anche come leader della nazionale arrivando a indossare la fascia di capitano l'8 settembre 2019 nella sconfitta per 1-2 contro l'Italia nelle qualificazioni per Euro 2020. Al termine delle qualificazioni la Finlandia si classifica come seconda dietro l'Italia, raggiungendo la prima qualificazione a un torneo della sua storia, grazie anche a delle buone prestazioni offerte da Hrádecký.
Convocato per gli europei nel 2021, il 12 giugno, in occasione della prima gara giocata dai finlandesi nella storia della competizione, contribuisce al successo per 1-0 contro la Danimarca parando un rigore a Pierre-Emile Højbjerg. Tuttavia i nordici perdono le due sfide successive contro Russia e Belgio dove è responsabile di un autogol contro quest'ultima, venendo eliminati al primo turno.
Il 7 giugno 2025 raggiunge 100 presenze con la nazionale, in occasione della gara persa 0-2 contro i Paesi Bassi.

## Statistiche

### Presenze e reti nei club
Statistiche aggiornate al 25 maggio 2024.
| Stagione                     | Squadra                      | Campionato                   | Campionato | Campionato | Coppe nazionali | Coppe nazionali | Coppe nazionali | Coppe continentali | Coppe continentali | Coppe continentali | Altre coppe | Altre coppe | Altre coppe | Totale | Totale |
| Stagione                     | Squadra                      | Comp                         | Pres       | Reti       | Comp            | Pres            | Reti            | Comp               | Pres               | Reti               | Comp        | Pres        | Reti        | Pres   | Reti   |
| ---------------------------- | ---------------------------- | ---------------------------- | ---------- | ---------- | --------------- | --------------- | --------------- | ------------------ | ------------------ | ------------------ | ----------- | ----------- | ----------- | ------ | ------ |
| gen.-giu. 2009               | Esbjerg                      | SL                           | 0          | -0         | CD              | 0               | -0              | -                  | -                  | -                  | -           | -           | -           | 0      | -0     |
| 2009-2010                    | Esbjerg                      | SL                           | 5          | -4         | CD              | 2               | -0              | -                  | -                  | -                  | -           | -           | -           | 7      | -4     |
| 2010-2011                    | Esbjerg                      | SL                           | 13         | -17        | CD              | 2               | -0              | -                  | -                  | -                  | -           | -           | -           | 15     | -17    |
| 2011-2012                    | Esbjerg                      | 1D                           | 25         | -19        | CD              | 1               | -3              | -                  | -                  | -                  | -           | -           | -           | 26     | -22    |
| 2012-2013                    | Esbjerg                      | SL                           | 33         | -32        | CD              | 6               | -3              | -                  | -                  | -                  | -           | -           | -           | 39     | -35    |
| Totale Esbjerg               | Totale Esbjerg               | Totale Esbjerg               | 76         | -72        |                 | 11              | -6              |                    | -                  | -                  |             | -           | -           | 87     | -78    |
| 2013-2014                    | Brøndby                      | SL                           | 33         | -38        | CD              | 0               | -0              | -                  | -                  | -                  | -           | -           | -           | 33     | -38    |
| 2014-2015                    | Brøndby                      | SL                           | 33         | -29        | CD              | 3               | -6              | UEL                | 2                  | -5                 | -           | -           | -           | 38     | -40    |
| ago. 2015                    | Brøndby                      | SL                           | 3          | -6         | CD              | 0               | -0              | UEL                | 6                  | -2                 | -           | -           | -           | 9      | -8     |
| Totale Brøndby               | Totale Brøndby               | Totale Brøndby               | 69         | -73        |                 | 3               | -6              |                    | 8                  | -7                 |             | -           | -           | 80     | -86    |
| ago. 2015-2016               | Eintracht Francoforte        | BL                           | 34+2       | -52 + -1   | CG              | 1               | 1               | -                  | -                  | -                  | -           | -           | -           | 36     | -53    |
| 2016-2017                    | Eintracht Francoforte        | BL                           | 33         | -40        | CG              | 6               | -5              | -                  | -                  | -                  | -           | -           | -           | 39     | -45    |
| 2017-2018                    | Eintracht Francoforte        | BL                           | 34         | -45        | CG              | 6               | -2              | -                  | -                  | -                  | -           | -           | -           | 40     | -47    |
| Totale Eintracht Francoforte | Totale Eintracht Francoforte | Totale Eintracht Francoforte | 103        | -138       |                 | 13              | -8              |                    | -                  | -                  |             | -           | -           | 116    | -146   |
| 2018-2019                    | Bayer Leverkusen             | BL                           | 32         | -47        | CG              | 2               | -2              | UEL                | 6                  | -8                 | -           | -           | -           | 40     | -57    |
| 2019-2020                    | Bayer Leverkusen             | BL                           | 34         | -44        | CG              | 5               | -6              | UCL+UEL            | 6+5                | -9 + -5            | -           | -           | -           | 50     | -64    |
| 2020-2021                    | Bayer Leverkusen             | BL                           | 29         | -29        | CG              | 3               | -3              | UEL                | 5                  | -8                 | -           | -           | -           | 37     | -40    |
| 2021-2022                    | Bayer Leverkusen             | BL                           | 32         | -44        | CG              | 2               | -2              | UEL                | 7                  | -8                 | -           | -           | -           | 41     | -54    |
| 2022-2023                    | Bayer Leverkusen             | BL                           | 33         | -47        | CG              | 1               | -4              | UCL+UEL            | 6+8                | -8 + -8            | -           | -           | -           | 48     | -67    |
| 2023-2024                    | Bayer Leverkusen             | BL                           | 33         | -24        | CG              | 2               | 0               | UEL                | 0                  | 0                  | -           | -           | -           | 35     | -24    |
| Totale Bayer Leverkusen      | Totale Bayer Leverkusen      | Totale Bayer Leverkusen      | 193        | -235       |                 | 15              | -17             |                    | 43                 | -54                |             | -           | -           | 251    | -306   |
| Totale carriera              | Totale carriera              | Totale carriera              | 441        | -518       |                 | 42              | -37             |                    | 51                 | -61                |             | -           | -           | 534    | -618   |

### Cronologia presenze e reti in nazionale
| Cronologia completa delle presenze e delle reti in nazionale ― Finlandia | Cronologia completa delle presenze e delle reti in nazionale ― Finlandia | Cronologia completa delle presenze e delle reti in nazionale ― Finlandia | Cronologia completa delle presenze e delle reti in nazionale ― Finlandia | Cronologia completa delle presenze e delle reti in nazionale ― Finlandia | Cronologia completa delle presenze e delle reti in nazionale ― Finlandia | Cronologia completa delle presenze e delle reti in nazionale ― Finlandia | Cronologia completa delle presenze e delle reti in nazionale ― Finlandia |
| Data                                                                     | Città                                                                    | In casa                                                                  | Risultato                                                                | Ospiti                                                                   | Competizione                                                             | Reti                                                                     | Note                                                                     |
| ------------------------------------------------------------------------ | ------------------------------------------------------------------------ | ------------------------------------------------------------------------ | ------------------------------------------------------------------------ | ------------------------------------------------------------------------ | ------------------------------------------------------------------------ | ------------------------------------------------------------------------ | ------------------------------------------------------------------------ |
| 21-5-2010                                                                | Tallinn                                                                  | Estonia                                                                  | 2 – 0                                                                    | Finlandia                                                                | Amichevole                                                               | -1                                                                       | 46’                                                                      |
| 9-2-2011                                                                 | Gent                                                                     | Belgio                                                                   | 1 – 1                                                                    | Finlandia                                                                | Amichevole                                                               | -1                                                                       |                                                                          |
| 3-6-2011                                                                 | Serravalle                                                               | San Marino                                                               | 0 – 1                                                                    | Finlandia                                                                | Qual. Euro 2012                                                          | -                                                                        |                                                                          |
| 10-8-2011                                                                | Riga                                                                     | Lettonia                                                                 | 0 – 2                                                                    | Finlandia                                                                | Amichevole                                                               | -                                                                        |                                                                          |
| 2-9-2011                                                                 | Helsinki                                                                 | Finlandia                                                                | 4 – 1                                                                    | Moldavia                                                                 | Qual. Euro 2012                                                          | -1                                                                       |                                                                          |
| 6-9-2011                                                                 | Helsinki                                                                 | Finlandia                                                                | 0 – 2                                                                    | Paesi Bassi                                                              | Qual. Euro 2012                                                          | -2                                                                       |                                                                          |
| 7-10-2011                                                                | Helsinki                                                                 | Finlandia                                                                | 1 – 2                                                                    | Svezia                                                                   | Qual. Euro 2012                                                          | -2                                                                       |                                                                          |
| 15-11-2011                                                               | Esbjerg                                                                  | Danimarca                                                                | 2 – 1                                                                    | Finlandia                                                                | Amichevole                                                               | -2                                                                       | 33’                                                                      |
| 22-1-2012                                                                | Port of Spain                                                            | Trinidad e Tobago                                                        | 2 – 3                                                                    | Finlandia                                                                | Amichevole                                                               | -2                                                                       |                                                                          |
| 29-2-2012                                                                | Klagenfurt                                                               | Austria                                                                  | 3 – 1                                                                    | Finlandia                                                                | Amichevole                                                               | -3                                                                       |                                                                          |
| 3-6-2012                                                                 | Võru                                                                     | Lettonia                                                                 | 1 – 1 dts (3 – 5 dtr)                                                    | Finlandia                                                                | Coppa del Baltico 2012                                                   | -                                                                        | 46’                                                                      |
| 7-9-2012                                                                 | Helsinki                                                                 | Finlandia                                                                | 0 – 1                                                                    | Francia                                                                  | Qual. Mondiali 2014                                                      | -1                                                                       |                                                                          |
| 26-1-2013                                                                | Chiang Mai                                                               | Svezia                                                                   | 3 – 0                                                                    | Finlandia                                                                | Amichevole                                                               | -3                                                                       |                                                                          |
| 26-3-2013                                                                | Lussemburgo                                                              | Lussemburgo                                                              | 0 – 3                                                                    | Finlandia                                                                | Amichevole                                                               | -                                                                        | 46’                                                                      |
| 16-11-2013                                                               | Cardiff                                                                  | Galles                                                                   | 1 – 1                                                                    | Finlandia                                                                | Amichevole                                                               | -1                                                                       |                                                                          |
| 21-5-2014                                                                | Helsinki                                                                 | Finlandia                                                                | 2 – 2                                                                    | Rep. Ceca                                                                | Amichevole                                                               | -2                                                                       |                                                                          |
| 31-5-2014                                                                | Ventspils                                                                | Finlandia                                                                | 2 – 0                                                                    | Estonia                                                                  | Amichevole                                                               | -                                                                        |                                                                          |
| 14-11-2014                                                               | Budapest                                                                 | Ungheria                                                                 | 1 – 0                                                                    | Finlandia                                                                | Qual. Euro 2016                                                          | -1                                                                       |                                                                          |
| 18-11-2014                                                               | Žilina                                                                   | Slovacchia                                                               | 2 – 1                                                                    | Finlandia                                                                | Amichevole                                                               | -2                                                                       |                                                                          |
| 19-1-2015                                                                | Abu Dhabi                                                                | Svezia                                                                   | 0 – 1                                                                    | Finlandia                                                                | Amichevole                                                               | -                                                                        |                                                                          |
| 29-3-2015                                                                | Belfast                                                                  | Irlanda del Nord                                                         | 2 – 1                                                                    | Finlandia                                                                | Qual. Euro 2016                                                          | -2                                                                       |                                                                          |
| 13-6-2015                                                                | Helsinki                                                                 | Finlandia                                                                | 0 – 1                                                                    | Ungheria                                                                 | Qual. Euro 2016                                                          | -1                                                                       |                                                                          |
| 4-9-2015                                                                 | Pireo                                                                    | Grecia                                                                   | 0 – 1                                                                    | Finlandia                                                                | Qual. Euro 2016                                                          | -                                                                        |                                                                          |
| 7-9-2015                                                                 | Helsinki                                                                 | Finlandia                                                                | 1 – 0                                                                    | Fær Øer                                                                  | Qual. Euro 2016                                                          | -                                                                        |                                                                          |
| 8-10-2015                                                                | Bucarest                                                                 | Romania                                                                  | 1 – 1                                                                    | Finlandia                                                                | Qual. Euro 2016                                                          | -1                                                                       |                                                                          |
| 11-10-2015                                                               | Helsinki                                                                 | Finlandia                                                                | 1 – 1                                                                    | Irlanda del Nord                                                         | Qual. Euro 2016                                                          | -1                                                                       |                                                                          |
| 26-3-2016                                                                | Breslavia                                                                | Polonia                                                                  | 5 – 0                                                                    | Finlandia                                                                | Amichevole                                                               | -5                                                                       |                                                                          |
| 1-6-2016                                                                 | Bruxelles                                                                | Belgio                                                                   | 1 – 1                                                                    | Finlandia                                                                | Amichevole                                                               | -1                                                                       |                                                                          |
| 6-6-2016                                                                 | Verona                                                                   | Italia                                                                   | 2 – 0                                                                    | Finlandia                                                                | Amichevole                                                               | -2                                                                       |                                                                          |
| 30-8-2016                                                                | Mönchengladbach                                                          | Germania                                                                 | 2 – 0                                                                    | Finlandia                                                                | Amichevole                                                               | -2                                                                       |                                                                          |
| 5-9-2016                                                                 | Turku                                                                    | Finlandia                                                                | 1 – 1                                                                    | Kosovo                                                                   | Qual. Mondiali 2018                                                      | -1                                                                       |                                                                          |
| 6-10-2016                                                                | Reykjavík                                                                | Islanda                                                                  | 3 – 2                                                                    | Finlandia                                                                | Qual. Mondiali 2018                                                      | -3                                                                       |                                                                          |
| 9-10-2016                                                                | Tampere                                                                  | Finlandia                                                                | 0 – 1                                                                    | Croazia                                                                  | Qual. Mondiali 2018                                                      | -1                                                                       |                                                                          |
| 12-11-2016                                                               | Odessa                                                                   | Ucraina                                                                  | 1 – 0                                                                    | Finlandia                                                                | Qual. Mondiali 2018                                                      | -1                                                                       |                                                                          |
| 24-3-2017                                                                | Adalia                                                                   | Turchia                                                                  | 2 – 0                                                                    | Finlandia                                                                | Qual. Mondiali 2018                                                      | -2                                                                       |                                                                          |
| 28-3-2017                                                                | Innsbruck                                                                | Austria                                                                  | 1 – 1                                                                    | Finlandia                                                                | Amichevole                                                               | -1                                                                       |                                                                          |
| 11-6-2017                                                                | Tampere                                                                  | Finlandia                                                                | 1 – 2                                                                    | Ucraina                                                                  | Qual. Mondiali 2018                                                      | -2                                                                       |                                                                          |
| 2-9-2017                                                                 | Tampere                                                                  | Finlandia                                                                | 1 – 0                                                                    | Islanda                                                                  | Qual. Mondiali 2018                                                      | -                                                                        |                                                                          |
| 5-9-2017                                                                 | Scutari                                                                  | Kosovo                                                                   | 0 – 1                                                                    | Finlandia                                                                | Qual. Mondiali 2018                                                      | -                                                                        |                                                                          |
| 6-10-2017                                                                | Fiume                                                                    | Croazia                                                                  | 1 – 1                                                                    | Finlandia                                                                | Qual. Mondiali 2018                                                      | -1                                                                       |                                                                          |
| 9-10-2017                                                                | Turku                                                                    | Finlandia                                                                | 2 – 2                                                                    | Turchia                                                                  | Qual. Mondiali 2018                                                      | -2                                                                       |                                                                          |
| 23-3-2018                                                                | Belek                                                                    | Finlandia                                                                | 0 – 0                                                                    | Macedonia                                                                | Amichevole                                                               | -                                                                        |                                                                          |
| 5-6-2018                                                                 | Ploiești                                                                 | Romania                                                                  | 2 – 0                                                                    | Finlandia                                                                | Amichevole                                                               | -2                                                                       |                                                                          |
| 9-6-2018                                                                 | Tampere                                                                  | Finlandia                                                                | 2 – 0                                                                    | Bielorussia                                                              | Amichevole                                                               | -                                                                        |                                                                          |
| 8-9-2018                                                                 | Tampere                                                                  | Finlandia                                                                | 1 – 0                                                                    | Ungheria                                                                 | UEFA Nations League 2018-2019 - 1º turno                                 | -                                                                        |                                                                          |
| 11-9-2018                                                                | Turku                                                                    | Finlandia                                                                | 1 – 0                                                                    | Estonia                                                                  | UEFA Nations League 2018-2019 - 1º turno                                 | -                                                                        |                                                                          |
| 12-10-2018                                                               | Tallinn                                                                  | Estonia                                                                  | 0 – 1                                                                    | Finlandia                                                                | UEFA Nations League 2018-2019 - 1º turno                                 | -                                                                        |                                                                          |
| 15-10-2018                                                               | Helsinki                                                                 | Finlandia                                                                | 2 – 0                                                                    | Grecia                                                                   | UEFA Nations League 2018-2019 - 1º turno                                 | -                                                                        |                                                                          |
| 15-11-2018                                                               | Atene                                                                    | Grecia                                                                   | 1 – 0                                                                    | Finlandia                                                                | UEFA Nations League 2018-2019 - 1º turno                                 | -1                                                                       |                                                                          |
| 23-3-2019                                                                | Udine                                                                    | Italia                                                                   | 2 – 0                                                                    | Finlandia                                                                | Qual. Euro 2020                                                          | -2                                                                       |                                                                          |
| 26-3-2019                                                                | Erevan                                                                   | Armenia                                                                  | 0 – 2                                                                    | Finlandia                                                                | Qual. Euro 2020                                                          | -                                                                        | 66’                                                                      |
| 8-6-2019                                                                 | Tampere                                                                  | Finlandia                                                                | 2 – 0                                                                    | Bosnia ed Erzegovina                                                     | Qual. Euro 2020                                                          | -                                                                        |                                                                          |
| 11-6-2019                                                                | Vaduz                                                                    | Liechtenstein                                                            | 0 – 2                                                                    | Finlandia                                                                | Qual. Euro 2020                                                          | -                                                                        |                                                                          |
| 5-9-2019                                                                 | Tampere                                                                  | Finlandia                                                                | 1 – 0                                                                    | Grecia                                                                   | Qual. Euro 2020                                                          | -                                                                        |                                                                          |
| 8-9-2019                                                                 | Tampere                                                                  | Finlandia                                                                | 1 – 2                                                                    | Italia                                                                   | Qual. Euro 2020                                                          | -2                                                                       | cap.                                                                     |
| 12-10-2019                                                               | Zenica                                                                   | Bosnia ed Erzegovina                                                     | 4 – 1                                                                    | Finlandia                                                                | Qual. Euro 2020                                                          | -4                                                                       |                                                                          |
| 15-10-2019                                                               | Turku                                                                    | Finlandia                                                                | 3 – 0                                                                    | Armenia                                                                  | Qual. Euro 2020                                                          | -                                                                        | cap.                                                                     |
| 15-11-2019                                                               | Helsinki                                                                 | Finlandia                                                                | 3 – 0                                                                    | Liechtenstein                                                            | Qual. Euro 2020                                                          | -                                                                        |                                                                          |
| 3-9-2020                                                                 | Helsinki                                                                 | Finlandia                                                                | 0 – 1                                                                    | Galles                                                                   | UEFA Nations League 2020-2021 - 1º turno                                 | -1                                                                       |                                                                          |
| 6-9-2020                                                                 | Dublino                                                                  | Irlanda                                                                  | 0 – 1                                                                    | Finlandia                                                                | UEFA Nations League 2020-2021 - 1º turno                                 | -                                                                        |                                                                          |
| 11-10-2020                                                               | Helsinki                                                                 | Finlandia                                                                | 2 – 0                                                                    | Bulgaria                                                                 | UEFA Nations League 2020-2021 - 1º turno                                 | -                                                                        |                                                                          |
| 14-10-2020                                                               | Helsinki                                                                 | Finlandia                                                                | 1 – 0                                                                    | Irlanda                                                                  | UEFA Nations League 2020-2021 - 1º turno                                 | -                                                                        |                                                                          |
| 15-11-2020                                                               | Sofia                                                                    | Bulgaria                                                                 | 1 – 2                                                                    | Finlandia                                                                | UEFA Nations League 2020-2021 - 1º turno                                 | -1                                                                       |                                                                          |
| 18-11-2020                                                               | Cardiff                                                                  | Galles                                                                   | 3 – 1                                                                    | Finlandia                                                                | UEFA Nations League 2020-2021 - 1º turno                                 | -3                                                                       |                                                                          |
| 4-6-2021                                                                 | Helsinki                                                                 | Finlandia                                                                | 0 – 1                                                                    | Estonia                                                                  | Amichevole                                                               | -1                                                                       | cap.                                                                     |
| 12-6-2021                                                                | Copenaghen                                                               | Danimarca                                                                | 0 – 1                                                                    | Finlandia                                                                | Euro 2020 - 1º turno                                                     | -                                                                        |                                                                          |
| 16-6-2021                                                                | San Pietroburgo                                                          | Finlandia                                                                | 0 – 1                                                                    | Russia                                                                   | Euro 2020 - 1º turno                                                     | -1                                                                       |                                                                          |
| 21-6-2021                                                                | San Pietroburgo                                                          | Finlandia                                                                | 0 – 2                                                                    | Belgio                                                                   | Euro 2020 - 1º turno                                                     | -2                                                                       | [ 37 ]                                                                   |
| 4-9-2021                                                                 | Helsinki                                                                 | Finlandia                                                                | 1 – 0                                                                    | Kazakistan                                                               | Qual. Mondiali 2022                                                      | -                                                                        | cap.                                                                     |
| 7-9-2021                                                                 | Décines-Charpieu                                                         | Francia                                                                  | 2 – 0                                                                    | Finlandia                                                                | Qual. Mondiali 2022                                                      | -2                                                                       |                                                                          |
| 9-10-2021                                                                | Helsinki                                                                 | Finlandia                                                                | 1 – 2                                                                    | Ucraina                                                                  | Qual. Mondiali 2022                                                      | -2                                                                       | Cap.                                                                     |
| 12-10-2021                                                               | Astana                                                                   | Kazakistan                                                               | 0 – 2                                                                    | Finlandia                                                                | Qual. Mondiali 2022                                                      | -                                                                        | Cap.                                                                     |
| 13-11-2021                                                               | Zenica                                                                   | Bosnia ed Erzegovina                                                     | 1 – 3                                                                    | Finlandia                                                                | Qual. Mondiali 2022                                                      | -1                                                                       | cap.                                                                     |
| 16-11-2021                                                               | Helsinki                                                                 | Finlandia                                                                | 0 – 2                                                                    | Francia                                                                  | Qual. Mondiali 2022                                                      | -2                                                                       | cap.                                                                     |
| 29-3-2022                                                                | Murcia                                                                   | Finlandia                                                                | 0 – 2                                                                    | Slovacchia                                                               | Amichevole                                                               | -2                                                                       | cap.                                                                     |
| 4-6-2022                                                                 | Helsinki                                                                 | Finlandia                                                                | 1 – 1                                                                    | Bosnia ed Erzegovina                                                     | UEFA Nations League 2022-2023 - 1º turno                                 | -1                                                                       | cap.                                                                     |
| 7-6-2022                                                                 | Helsinki                                                                 | Finlandia                                                                | 2 – 0                                                                    | Montenegro                                                               | UEFA Nations League 2022-2023 - 1º turno                                 | -                                                                        | cap.                                                                     |
| 14-6-2022                                                                | Zenica                                                                   | Bosnia ed Erzegovina                                                     | 3 – 2                                                                    | Finlandia                                                                | UEFA Nations League 2022-2023 - 1º turno                                 | -3                                                                       | cap.                                                                     |
| 23-9-2022                                                                | Helsinki                                                                 | Finlandia                                                                | 1 – 1                                                                    | Romania                                                                  | UEFA Nations League 2022-2023 - 1º turno                                 | -1                                                                       | cap.                                                                     |
| 26-9-2022                                                                | Podgorica                                                                | Montenegro                                                               | 0 – 2                                                                    | Finlandia                                                                | UEFA Nations League 2022-2023 - 1º turno                                 | -                                                                        | Cap.                                                                     |
| 20-11-2022                                                               | Oslo                                                                     | Norvegia                                                                 | 1 – 1                                                                    | Finlandia                                                                | Amichevole                                                               | -1                                                                       | Cap.                                                                     |
| 23-3-2023                                                                | Copenaghen                                                               | Danimarca                                                                | 3 – 1                                                                    | Finlandia                                                                | Qual. Euro 2024                                                          | -3                                                                       | Cap.                                                                     |
| 26-3-2023                                                                | Belfast                                                                  | Irlanda del Nord                                                         | 0 – 1                                                                    | Finlandia                                                                | Qual. Euro 2024                                                          | -                                                                        | Cap.                                                                     |
| 16-6-2023                                                                | Helsinki                                                                 | Finlandia                                                                | 2 – 0                                                                    | Slovenia                                                                 | Qual. Euro 2024                                                          | -                                                                        | Cap.                                                                     |
| 19-6-2023                                                                | Helsinki                                                                 | Finlandia                                                                | 6 – 0                                                                    | San Marino                                                               | Qual. Euro 2024                                                          | -                                                                        | Cap.                                                                     |
| 7-9-2023                                                                 | Astana                                                                   | Kazakistan                                                               | 0 – 1                                                                    | Finlandia                                                                | Qual. Euro 2024                                                          | -                                                                        | Cap.                                                                     |
| 10-9-2023                                                                | Helsinki                                                                 | Finlandia                                                                | 0 – 1                                                                    | Danimarca                                                                | Qual. Euro 2024                                                          | -1                                                                       | Cap.                                                                     |
| 14-10-2023                                                               | Lubiana                                                                  | Slovenia                                                                 | 3 – 0                                                                    | Finlandia                                                                | Qual. Euro 2024                                                          | -3                                                                       | Cap.                                                                     |
| 17-10-2023                                                               | Helsinki                                                                 | Finlandia                                                                | 1 – 2                                                                    | Kazakistan                                                               | Qual. Euro 2024                                                          | -                                                                        | Cap.                                                                     |
| 17-11-2023                                                               | Helsinki                                                                 | Finlandia                                                                | 4 – 0                                                                    | Irlanda del Nord                                                         | Qual. Euro 2024                                                          | -                                                                        | Cap.                                                                     |
| 21-3-2024                                                                | Cardiff                                                                  | Galles                                                                   | 4 – 1                                                                    | Finlandia                                                                | Qual. Euro 2024                                                          | -4                                                                       | Cap.                                                                     |
| 4-6-2024                                                                 | Lisbona                                                                  | Portogallo                                                               | 4 – 2                                                                    | Finlandia                                                                | Amichevole                                                               | -4                                                                       | Cap.                                                                     |
| 7-9-2024                                                                 | Il Pireo                                                                 | Grecia                                                                   | 3 – 0                                                                    | Finlandia                                                                | UEFA Nations League 2024-2025 - 1º turno                                 | -3                                                                       | Cap.                                                                     |
| 10-9-2024                                                                | Londra                                                                   | Inghilterra                                                              | 2 – 0                                                                    | Finlandia                                                                | UEFA Nations League 2024-2025 - 1º turno                                 | -2                                                                       | Cap.                                                                     |
| 10-10-2024                                                               | Helsinki                                                                 | Finlandia                                                                | 1 – 2                                                                    | Irlanda                                                                  | UEFA Nations League 2024-2025 - 1º turno                                 | -2                                                                       | Cap.                                                                     |
| 13-10-2024                                                               | Helsinki                                                                 | Finlandia                                                                | 1 – 3                                                                    | Inghilterra                                                              | UEFA Nations League 2024-2025 - 1º turno                                 | -3                                                                       | cap.                                                                     |
| 14-11-2024                                                               | Dublino                                                                  | Irlanda                                                                  | 1 – 0                                                                    | Finlandia                                                                | UEFA Nations League 2024-2025 - 1º turno                                 | -1                                                                       | cap.                                                                     |
| 21-3-2025                                                                | Ta' Qali                                                                 | Malta                                                                    | 0 – 1                                                                    | Finlandia                                                                | Qual. Mondiali 2026                                                      | -                                                                        | cap.                                                                     |
| 24-3-2025                                                                | Kaunas                                                                   | Lituania                                                                 | 2 – 2                                                                    | Finlandia                                                                | Qual. Mondiali 2026                                                      | -2                                                                       | cap.                                                                     |
| 7-6-2025                                                                 | Helsinki                                                                 | Finlandia                                                                | 0 – 2                                                                    | Paesi Bassi                                                              | Qual. Mondiali 2026                                                      | -2                                                                       | cap.                                                                     |
| 10-6-2025                                                                | Helsinki                                                                 | Finlandia                                                                | 2 – 1                                                                    | Polonia                                                                  | Qual. Mondiali 2026                                                      | -1                                                                       | cap.                                                                     |
| Totale                                                                   |                                                                          | Presenze (5º posto)                                                      | 101                                                                      |                                                                          | Reti                                                                     | -119                                                                     |                                                                          |

## Palmarès

### Club

#### Competizioni nazionali
- 1. Division: 1

Esbjerg: 2011-2012
- Coppa di Danimarca: 1

Esbjerg: 2012-2013
- Campionato tedesco: 1

Bayer Leverkusen: 2023-2024
- Coppa di Germania: 2

Eintracht Francoforte: 2017-2018
Bayer Leverkusen: 2023-2024
- Supercoppa di Germania: 1

Bayer Leverkusen: 2024